# Ana María Ianni
Ana María Ianni (Buenos Aires, 21 de septiembre de 1969) es una política argentina del Partido Justicialista, que se ha desempeñado como diputada nacional (2011-2015) y como senadora nacional por la provincia de Santa Cruz desde 2017.

## Biografía
Nacida en Buenos Aires en 1969, estudió profesorado en ciencias de la educación en la Pontificia Universidad Católica Argentina Santa María de los Buenos Aires, graduándose en 1991. En 2001 se graduó como técnica en turismo en la Universidad de Morón.
Residía en La Matanza cuando conoció la localidad de El Calafate (Santa Cruz) en 2001 para rendir un examen como guía de turismo. Se radicó allí al ser contratada por una agencia turística. En 2007 el intendente de El Calafate, Javier Belloni, la designó Secretaria de Turismo de la localidad.
En las elecciones legislativas de 2011, fue elegida diputada nacional por la provincia de Santa Cruz, en la lista del Frente para la Victoria, con mandato hasta 2015. En las elecciones provinciales de 2015 encabezó la lista a concejales de El Calafate, presidiendo el Concejo Deliberante local hasta 2017.
En las elecciones legislativas de 2017, fue elegida senadora nacional por Santa Cruz, con mandato hasta 2023. Integró el bloque del PJ-Frente para la Victoria, y desde 2019, integra el bloque del Frente de Todos. Se desempeña como vicepresidenta de la comisión de Turismo e integra como vocal las comisiones de Presupuesto y Hacienda; de Seguridad Interior y Narcotráfico; de Industria y Comercio; de Minería, Energía y Combustibles; de Infraestructura, Vivienda y Transporte; de Ambiente y Desarrollo Sustentable; de Población y Desarrollo Humano; de Ciencia y Tecnología; de Educación y Cultura; de Deporte; de Salud; y Banca de la Mujer. En 2018 votó a favor del proyecto de Ley de Interrupción Voluntaria del Embarazo.